# Ambulance LTD
Gli Ambulance LTD sono un gruppo musicale indie rock statunitense.

## Storia
Il gruppo si è formato a New York nel 2000. Dopo aver firmato un contratto per la TVT Records, nel 2004 hanno pubblicato il loro primo album chiamato LP.
Tra le principali influenze della band vi sono The Beatles, My Bloody Valentine, Elliott Smith e Spiritualized.
Nel marzo 2006 hanno pubblicato un EP.
Nel periodo immediatamente successivo alcuni membri hanno abbandonato il gruppo per formarne un altro (The Red Romance). Nel 2008 la band è tornata con una nuova formazione per dei concerti.

## Formazione
- Marcus Congleton - voce, chitarra

Ex membri
- Michael Di Liberto - chitarra, basso, cori
- Matthew Dublin - basso, cori
- Darren Beckett - batteria
- Andrew Haskell - tastiere
- Benji Lysaght - chitarra

## Discografia

### Album in studio
- 2004 - LP

### EP
- 2003 - Ambulance LTD
- 2006 - New English EP